# Mette Marie Rose
Mette Marie Rose, född 1745, död 1819, var en dansk skådespelare. Hon var centralfiguren i en uppmärksammad kidnappningsskandal i Köpenhamn.
Dotter till skådespelaren Christopher Pauli Rose (1723-84) och Gertrud Christensdatter (1722-75).  
Rose debuterade på teatern i Köpenhamn 1761 som Mélite i Den gifte Filosof. Då hon inte följde det franska sättet att agera, sågs hon som en förnyelse på scen och sågs som sin generations kommande storstjärna. Kvinnliga skådespelare blev under denna tid betraktade som prostituerade, och då hon 1765 uppträdde som Bélise i den franska komedin Vulcani Kjæp blev hon kidnappad av greve Christian Conrad Danneskiold-Laurvig och förd till hans palats, medan hennes far uppehölls och underrättades av grevens vänner. Det är möjligt att Rose och hennes mor i förväg samtyckt till bortförandet. Det blev en uppmärksammad skandal. Fadern klagade hos kungen, som såg sig tvungen att ingripa eftersom hon som aktör på kungliga teatern var att betrakta som hans anställd och greven alltså hade brutit mot kungens auktoritet. Greven tvingades släppa Rose fri, fick betala skadestånd och förvisades till sina egendomar i Norge. Det var anmärkningsvärt också då en skådespelare fick rätt över en adelsman. Rose fick en pension på 200 rigsdaler, en hemgift och sändes till en präst på landet för att undervisas i moral; prästen skulle också varje kvartal rapportera om hennes ånger. 
Gift 1774 med kapellmusikern Niels Schiørring (1743-1798).